# Ardere

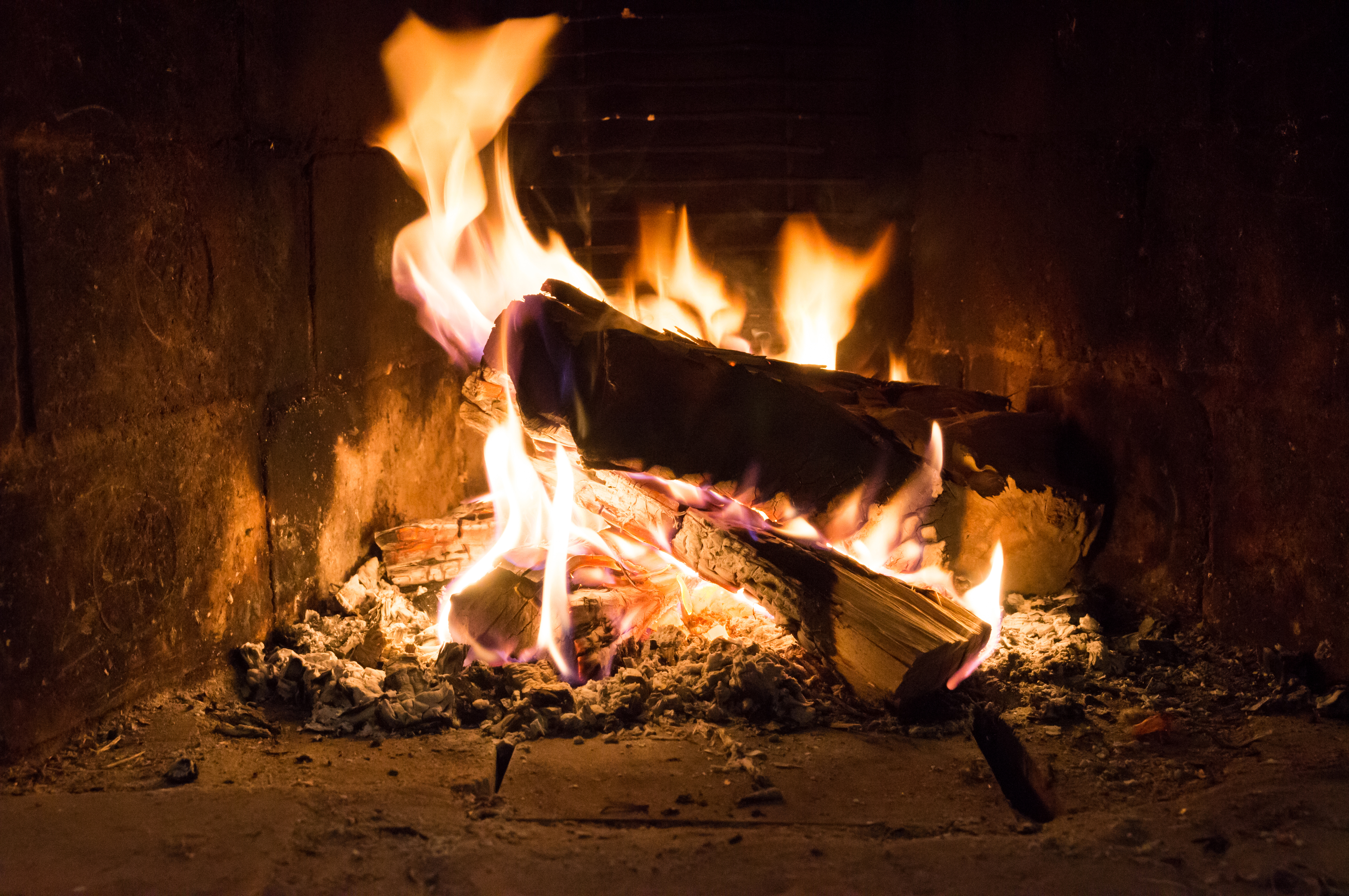
Flacără produsă prin arderea unui combustibil.

Arderea sau combustia este o reacție chimică exotermă între un combustibil și un agent oxidant, însoțită de degajare de căldură și, uneori și de lumină (flacără).
În marea majoritate a arderilor din tehnică oxidantul este oxigenul din aer. În acest caz reacția de ardere se produce prin intermediari de reacție radicali reactivi care participă la o reacție în lanț. Condițiile necesare arderii se realizează prin însuși procesul de ardere, degajarea de căldură menținând temperatura înaltă, necesară producerii de radicali liberi.

## Reacții de ardere
Într-o ardere completă, un compus reacționează cu un oxidant, cum ar fi oxigenul, clorul sau fluorul, rezultând compuși formați din fiecare element al combustibilului cu elementul oxidant. De exemplu:
CH4 + 2O2 → CO2 + 2H2O
CH2S + 6F2 → CF4 + 2HF + SF6
Un alt exemplu simplu este arderea hidrogenului cu oxigen, din care rezultă doar vapori de apă, reacție folosită la  motoarele rachetă:
2H2 + O2 → 2H2O(v) + căldură
În practică, arderea combustibililor se face folosind oxigenul din aer. Deoarece din punct de vedere al arderii doar oxigenul contează, în termodinamică aerul este considerat ca un amestec volumic de 21 % oxigen și 79 % azot, ceea ce face ca pentru fiecare mol de oxigen, în reacția de ardere să intre și 0,79/0,21 = 3,76 moli de azot. Arderea metanului în aer este deci:
CH4 + 2O2 + 7,52N2 → CO2 + 2H2O + 7,52N2 + căldură
Azotul nu participă la reacțiile chimice de ardere, dar preia din căldura degajată prin ardere, răcind flacăra. De aceea, dacă este nevoie de temperaturi mari, de exemplu în metalurgie, arderea se face în atmosferă îmbogățită în oxigen. Termenul generic pentru produsele rezultate din arderea combustibililor în aer este gaze de ardere.
În realitate, procesele de ardere nu sunt niciodată complete, nici din punct de vedere  fizic (în jargon: ardere incompletă), nici din punct de vedere  chimic (în jargon: ardere imperfectă). În gazele de ardere rezultate din arderea carbonului (cum ar fi arderea cărbunelui,  hidrocarburilor sau a lemnului) apare carbon nears sub formă de funingine sau ars incomplet, până la monoxid de carbon (CO), în loc să fie ars până la dioxid de carbon (CO2). De asemenea, azotul poate forma diverși  oxizi de azot (NOx).

## Arderea combustibililor
Mecanismele arderii combustibililor reali sunt foarte complicate și nu sunt încă bine cunoscute. Tehnica arderilor obține însă rezultate satisfăcătoare luând în considerare doar compușii rezultați din ardere și efectele  energetice, aspecte relativ simple.

### Arderea combustibililor solizi și lichizi
În tehnica arderilor se consideră că compoziția combustibililor solizi și lichizi este, în mod convențional, formată din cinci  elemente chimice pure: carbon (C), hidrogen (H), sulf (S), oxigen (O) și azot (N), la care se adaugă două componente care formează balastul: apa (W - notația provine din germană Wasser) și  cenușa (A - notația provine din germană Asche). Se consideră că elementele C, S și H ard, conform reacțiilor:
C + O2 → CO2 
S + O2 → SO2 
H + 1/4 O2 → 1/2 H2O
Oxigenul se consideră că se adaugă la cel din aerul atmosferic, iar celelalte componente: azotul, apa și cenușa nu reacționează. Erorile introduse de aceste simplificări sunt cu totul neglijabile din punct de vedere energetic.

### Arderea combustibililor gazoși
În tehnica arderilor se consideră că compoziția combustibililor gazoși este formată din hidrocarburi CmHn, hidrogen (H2), oxizi de carbon (CO și CO2), hidrogen sulfurat (H2S), azot (N2), oxigen (O2) și vapori de apă (H2O(v)). Elementele combustibile ard conform reacțiilor:
CmHn + (m + n/4) O2 → m CO2 + n/2 H2O
H2 + 1/2 O2 → H2O
CO + 1/2 O2 → CO2
H2S + 3/2 O2 → SO2 + H2O
Oxigenul se consideră de asemenea că se adaugă la cel din aerul atmosferic, iar celelalte componente nu reacționează.